# Паничари
Паничари или Паничаре (на македонска литературна норма: Паничари; на албански: Paniçari) е село в община Сарай, Северна Македония.

## История
В края на XIX век Паничари е село в Тетовска каза на Османската империя. Според статистиката на Васил Кънчов („Македония. Етнография и статистика“) към 1900 година в Паничари живеят 165 арнаути мохамедани.
Според Афанасий Селишчев в 1929 година Паничаре е село в Групчинска община и има 23 къщи със 174 жители албанци.
Според преброяването от 2002 година Паничари има 261 жители.
| Националност     | Всичко |
| северномакедонци | 0      |
| албанци          | 260    |
| турци            | 0      |
| роми             | 0      |
| власи            | 0      |
| сърби            | 0      |
| бошняци          | 0      |
| други            | 1      |